# Dorney Lake
Dorney Lake  (også kendt som Eton College Rowing Centre og kaldet Eton Dorney i forbindelse med de olympiske lege i 2012) er et specielt bygget ro-stadion i England, som stod færdigt i 2006.
Stadion er beliggende tæt på landsbyen Dorney i Buckinghamshire, ca. tre kilometer vest for Windsor og Eton, tæt ved floden Themsen.
Anlægget er privatejet og bliver finansieret af Eton College.
Primært er anlægget  beregnet til anvendelse af skolen men udlejes også til forskellige formål, blandt andet til ro- og triathlon-træning.